# Kathreinkogel
Der Kathreinkogel ist ein Berg am westlichen Ende der Sattnitz im Süden Kärntens.

## Geologie
Der Kathreinkogel ist ein Zeugenberg bzw. eine tektonische Mini-Klippe aus mitteltriassischem, schwach metamorph überprägtem, kalkalgenführendem Dolomit („Diploporendolomit“), der auf einen mylonitischen Glimmerschiefer des prä-permischen Grundgebirges überschoben ist. Die Scherzone (Mylonitisierung) reicht dabei bis zu 1,5 m in das Karbonatgestein hinein. Die Altersbestimmung des Dolomits stützt sich ausschließlich auf die Kalkalgen, da andere Fossilien aus dieser Gesteinseinheit bislang nicht bekannt sind. Eine Zugehörigkeit dieser Einheiten zum Oberostalpin gilt als wahrscheinlich, ist aber nicht gesichert. Der Dolomit wird an der Südwestflanke des Berges in einem Großsteinbruch abgebaut. Der Glimmerschiefer des Grundgebirges ist in der Umgebung des Berges meist von Quartärsedimenten überdeckt.

## Geschichte
Am Berg finden sich Spuren mesolithischer Jäger aus dem 7. Jahrtausend vor Christus. Bauernsiedlungen sind ab der Jungsteinzeit (3. Jahrtausend v. Chr.) greifbar. Die nachfolgende bronzezeitliche Kultur wird in Zusammenhang mit dem Gräberfeld von Frög gesehen. Das erste namentlich bekannte Volk, das hier siedelte, waren die Kelten. Artefakte aus der Römerzeit weisen auf die Anwesenheit des Mithraskultes hin. Während der Völkerwanderung wurde der erhabene Berg als Zufluchtsort verwendet. Eine erste Kirche aus dem 5./6. Jahrhundert konnte archäologisch gesichert werden.

## Sehenswürdigkeiten
Die bestehende gotische Filialkirche Kathreinkogel wurde zuerst 1385 erwähnt.
Nordöstlich der Kirche steht eine Lobisser zugeschriebene Christophorus-Statue.
Freigelegte Mauerreste einer Befestigungsanlage der Völkerwanderungszeit verlaufen um die Westseite des Gipfels.

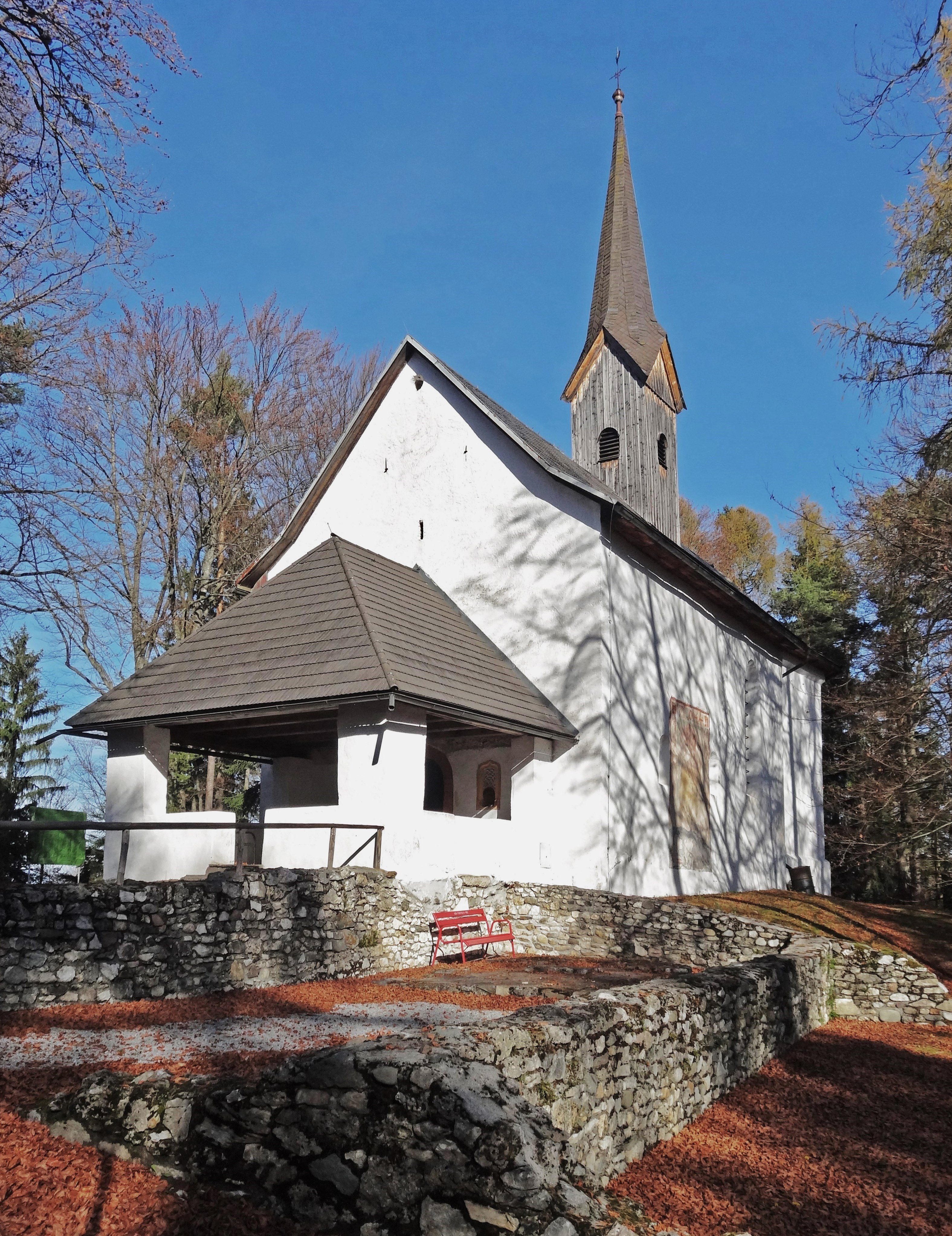
Die gotische Kirche auf dem Kathreinkogel
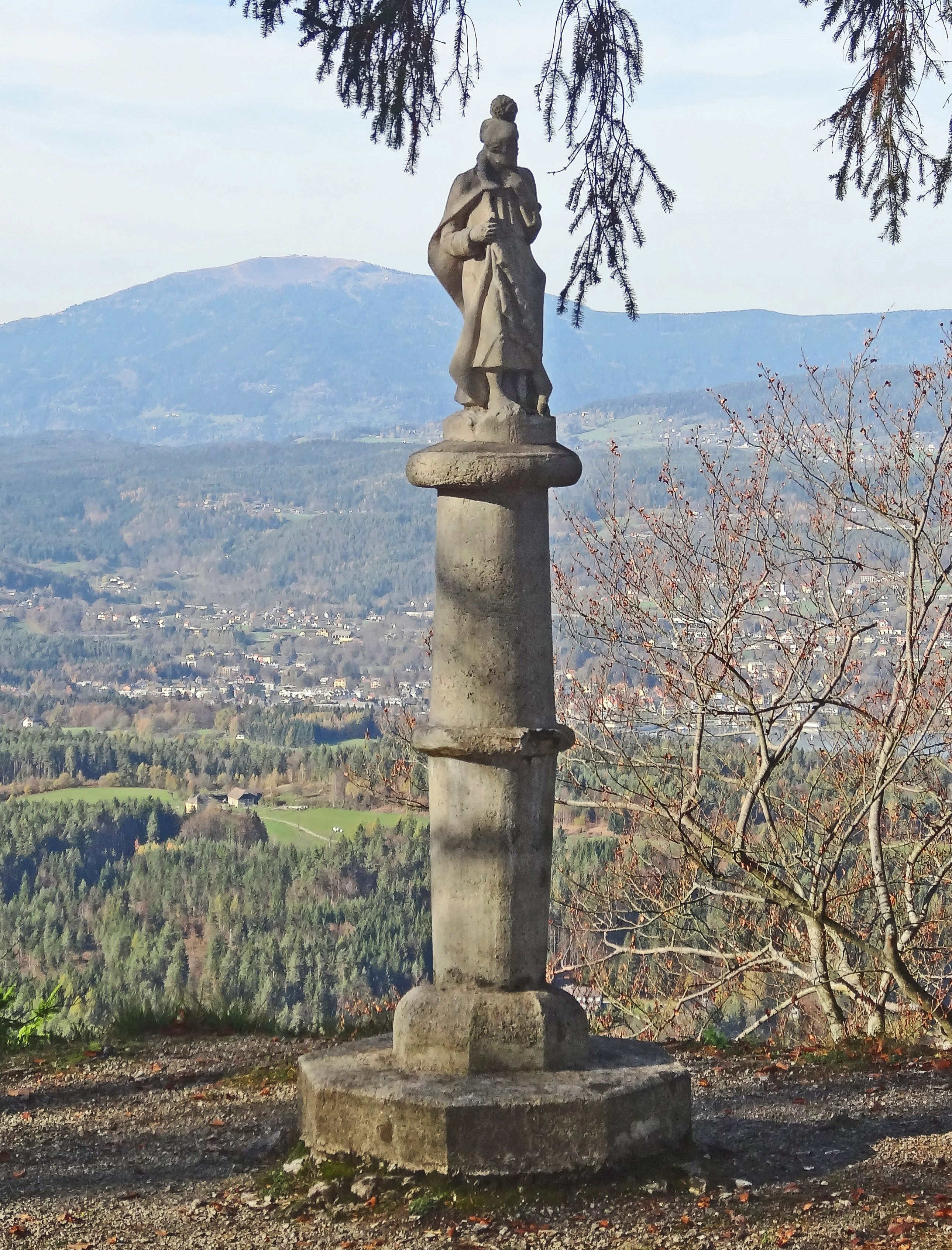
Christophorus-Statue von Lobisser
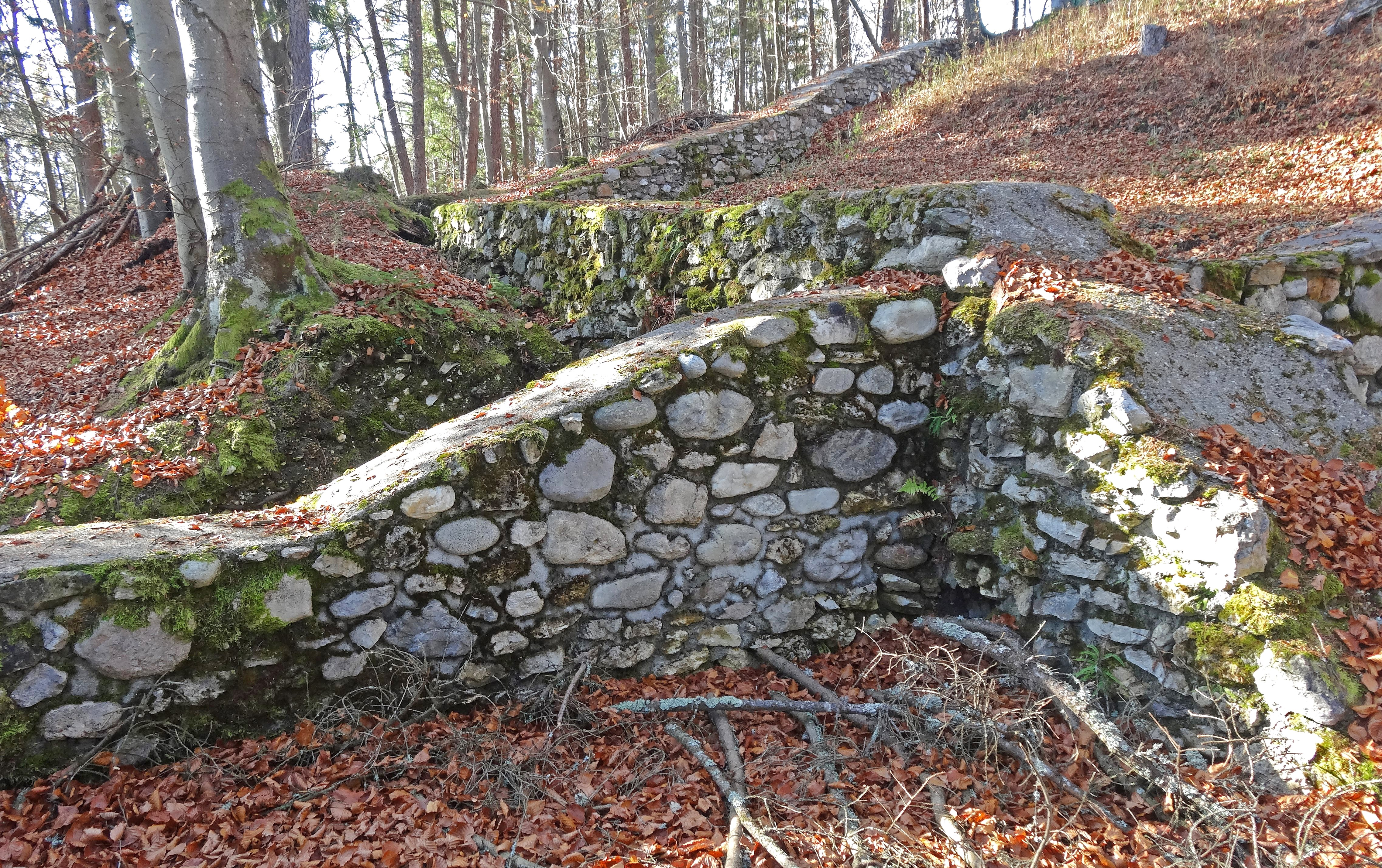
Mauerreste einer Befestigungsanlage